# Clayton (Staffordshire)
Clayton – dzielnica miasta Newcastle-under-Lyme, w Anglii, w Staffordshire, w dystrykcie Newcastle-under-Lyme. W 2011 roku dzielnica liczyła 4270 mieszkańców. Clayton jest wspomniana w Domesday Book (1086) jako Claitone.